# ماکی چی.۲۰۵
ماکی سی. ۲۰۵ (به انگلیسی: Macchi-C.205) یک هواگرد ملخ‌پیشین تک‌موتوره از نوع جنگنده ساخت شرکت ایتالیایی آیروناوتیکا ماکی است. هواگرد ماکی سی. ۲۰۵ نخستین پروازش را در ۱۹ آوریل ۱۹۴۲ میلادی انجام داد. این هواگرد در فوریهٔ ۱۹۴۳ رسماً معرفی گردید و در سال‌های سپتامبر ۱۹۴۲–۱۹۴۴ تولید شده‌است. در مجموع، تعداد ۲۶۲ فروند از این هواگرد ساخته شده‌است.
طراح این هواگرد، ماریو کاستولدی بود.